# 纳维莱 (汝拉省)
纳维莱（法語：Neuvilley）是法国汝拉省的一个市镇，属于隆莱索涅区（Lons-le-Saunier）波利尼县（Poligny）。该市镇总面积4.07平方公里，2009年时的人口为71人。

## 人口
纳维莱人口变化图示